# Каленовац
Каленовац је насељено место града Јагодине у Поморавском округу. Према попису из 2022. има 13 становника (према попису из 2011. било је 21 становник).

## Историја
До Другог српског устанка Каленовац се налазио у саставу Османског царства. Након Другог српског устанка Каленовац улази у састав Кнежевине Србије и административно је припадао Јагодинској нахији и Левачкој кнежини све до 1834. године када је Србија подељена на сердарства.
У селу је до 1964. постојала основна школа. Током 2013. овде је живело око 20 старијих мештана, од којих је најмлађи председник месне заједнице Драган Арсенијевић који је имао 52 године. Село је познато по аутохтоној сорти грожђа „отело“

## Демографија
У насељу Каленовац живи 27 пунолетних становника, а просечна старост становништва износи 68,7 година (66,2 код мушкараца и 71,1 код жена). У насељу има 19 домаћинстава, а просечан број чланова по домаћинству је 1,42.
Ово насеље је у потпуности насељено Србима (према попису из 2002. године), а у последња три пописа, примећен је пад у броју становника.
|  |

| Демографија | Демографија | Демографија |
| Година      | Становника  | Становника  |
| ----------- | ----------- | ----------- |
| 1948.       | 347         |             |
| 1953.       | 316         |             |
| 1961.       | 278         |             |
| 1971.       | 153         |             |
| 1981.       | 82          |             |
| 1991.       | 55          | 52          |
| 2002.       | 27          | 30          |
| 2011.       | 21          |             |
| 2022.       | 13          |             |

| Етнички састав према попису из 2002.‍ | Етнички састав према попису из 2002.‍ | Етнички састав према попису из 2002.‍ | Етнички састав према попису из 2002.‍ | Етнички састав према попису из 2002.‍ |
| ------------------------------------ | ------------------------------------ | ------------------------------------ | ------------------------------------ | ------------------------------------ |
|                                      |                                      |                                      |                                      |                                      |
| Срби                                 | Срби                                 |                                      | 27                                   | 100,0%                               |
| непознато                            | непознато                            |                                      | 0                                    | 0,0%                                 |

| Каленовац у пописима Јагодинске нахије — од 1818. до 1829.                        |       |       |       |       |       |       |          |       |       |       |       |       |
| Година пописа                                                                     | 1818. | 1819. | 1820. | 1821. | 1822. | 1823. | 1824/25. | 1825. | 1826. | 1827. | 1828. | 1829. |
| Куће                                                                              | 6     | 6     | 6     | 6     | 6     | 6     | 5        | 5     | 7     | 7     | 6     | 7     |
| Пореске главе*                                                                    | -     | 6     | 6     | 6     | 6     | 5     | 6        | 6     | 8     | 8     | 7     | 7     |
| Арачке главе**                                                                    | 15    | 17    | 17    | 19    | 19    | 19    | 15       | 16    | 23    | 23    | 25    | 24    |
| *Пореске главе = Ожењени мушкарци \| ** Арачке главе = Мушкарци од 7 до 70 година |       |       |       |       |       |       |          |       |       |       |       |       |

| Година пописа     | 1948. | 1953. | 1961. | 1971. | 1981. | 1991. | 2002. |
| ----------------- | ----- | ----- | ----- | ----- | ----- | ----- | ----- |
| Број домаћинстава | 62    | 60    | 59    | 48    | 37    | 28    | 19    |

| Број чланова      | 1  | 2 | 3 | 4 | 5 | 6 | 7 | 8 | 9 | 10 и више | Просек |
| ----------------- | -- | - | - | - | - | - | - | - | - | --------- | ------ |
| Број домаћинстава | 12 | 6 | 1 | 0 | 0 | 0 | 0 | 0 | 0 | 0         | 1,42   |

| Пол    | Укупно | Неожењен/Неудата | Ожењен/Удата | Удовац/Удовица | Разведен/Разведена | Непознато |
| ------ | ------ | ---------------- | ------------ | -------------- | ------------------ | --------- |
| Мушки  | 13     | 1                | 7            | 2              | 3                  | 0         |
| Женски | 14     | 0                | 8            | 6              | 0                  | 0         |
| УКУПНО | 27     | 1                | 15           | 8              | 3                  | 0         |

| Пол    | Укупно                    | Пољопривреда, лов и шумарство | Рибарство                            | Вађење руде и камена | Прерађивачка индустрија       |
| ------ | ------------------------- | ----------------------------- | ------------------------------------ | -------------------- | ----------------------------- |
| Мушки  | 8                         | 6                             | 0                                    | 0                    | 2                             |
| Женски | 1                         | 1                             | 0                                    | 0                    | 0                             |
| УКУПНО | 9                         | 7                             | 0                                    | 0                    | 2                             |
| Пол    | Производња и снабдевање   | Грађевинарство                | Трговина                             | Хотели и ресторани   | Саобраћај, складиштење и везе |
| Мушки  | 0                         | 0                             | 0                                    | 0                    | 0                             |
| Женски | 0                         | 0                             | 0                                    | 0                    | 0                             |
| УКУПНО | 0                         | 0                             | 0                                    | 0                    | 0                             |
| Пол    | Финансијско посредовање   | Некретнине                    | Државна управа и одбрана             | Образовање           | Здравствени и социјални рад   |
| Мушки  | 0                         | 0                             | 0                                    | 0                    | 0                             |
| Женски | 0                         | 0                             | 0                                    | 0                    | 0                             |
| УКУПНО | 0                         | 0                             | 0                                    | 0                    | 0                             |
| Пол    | Остале услужне активности | Приватна домаћинства          | Екстериторијалне организације и тела | Непознато            | Непознато                     |
| Мушки  | 0                         | 0                             | 0                                    | 0                    | 0                             |
| Женски | 0                         | 0                             | 0                                    | 0                    | 0                             |
| УКУПНО | 0                         | 0                             | 0                                    | 0                    | 0                             |